# Bolón de verde
Il bolón de verde è un piatto tipico dell'Ecuador. Consiste in polpette realizzate con un impasto di Plátano e formaggio. Nel Paese questa è una tra le ricette più note con il platano.

## Realizzazione
Il piatto viene preparato bollendo le banane o il platani in acqua zuccherata per circa quaranta minuti e, successivamente, una volta sbucciati tali frutti, vengono ottenute delle polpette a cui viene aggiunto il formaggio. La preparazione viene terminata con la cottura delle polpette in forno oppure fritte in olio d'oliva.